# 정찬 (소설가)
정찬(鄭贊, 1953년 7월 3일 ~ )은 대한민국의 소설가이다. 본명은 정찬동이며, 1953년 7월 3일 부산광역시에서 태어났다. 부산고등학교를 거쳐 1978년 서울대학교 사범대학 국어교육과를 졸업하였다. 같은 해 《동아일보》 출판국에 입사해 월간지 기자로 활동하였고, 1983년 《언어의 세계》에 중편소설 《말의 탑》을 발표하면서 등단했다. 대부분의 작품들이 성과 속, 혹은 본질과 현상의 중간에서 그들 사이의 분리를 넘어선 교통에 대한 추구를 기본적인 주제로 삼고 있다.

## 수상
- 1995년 〈슬픔의 노래〉 - 제26회 동인문학상
- 2002년  <숨겨진 존재> - 제1회 올해의 문장상
- 2003년 〈베니스에서 죽다〉 - 제16회 동서문학상
- 2006년 〈희고 둥근 달〉 - 2006년 올해의 예술상
- 2013년 〈학술원에 드리는 보고〉 - 제2회 고양행주문학상
- 2015년 〈길, 저쪽〉 - 제32회 요산 김정한 문학상
- 2017년 〈새의 시선〉 - 제25회 오영수문학상

## 작품
대표작으로 5·18 광주 민주화 운동의 의미를 되새긴 단편《슬픔의 노래》및 장편《광야》와, 권력과 사랑의 본질적 문제를 다룬 《황금사다리》등이 있다.